# Scheloribates matulisus
Scheloribates matulisus är en kvalsterart som beskrevs av Corpuz-Raros 1980. Scheloribates matulisus ingår i släktet Scheloribates och familjen Scheloribatidae. Inga underarter finns listade i Catalogue of Life.